# منتخب بورتوريكو لكأس فيد
منتخب بورتوريكو لكأس فيد  هو ممثل بورتوريكو الرسمي  في كرة المضرب في كأس فيد.